# Дребахская народная обсерватория
Дребахская народная обсерватория (нем. Volkssternwarte Drebach) — общественная астрономическая обсерватория, основанная в 1969 году в центре деревни Дребах, Германия. Является не коммерческой культурным и образовательным учреждением сообщества Drebach.

## Руководители обсерватории
- 1969 - 1984 - Карл Хайнц Мюллер (Herr Karlheinz Muller) - основатель обсерватории

## История обсерватории
Обсерватория была создана летом 1969 года на базе сельской школы Дребаха. В том же году был установлен первый малый инструмент. В 1974 году в обсерватории установили второй телескоп. С 1984 по 1986 года велась стройка планетария. Ежегодно обсерваторию посещают до 12 000 экскурсантов. С 1992 года в обсерватории работает станция по приему данных с метеорологических спутников. В 1997 году установлен 50-см телескоп-рефлектор.

## Инструменты обсерватории
- 18-см рефрактор (1974 г)
- Планетарий Цейсс, 8-м купол (открыт 1 июня 1986 года). В августе 2001 года установлен 11-м купол.
- 50-см телескоп-рефлектор Кассегрен (1997 год) - на котором делают открытия астероидов
- Еще один 50-см телесоп

## Направления деятельности
- Образовательная деятельность
- Поиск астероидов

## Основные достижения
- - По состоянию на ноябрь 2010 года было открыто 84 астероида. Например:
- 104896 Schwanden
- 69594 Ulferika
- 20522 Yogeshwar
- 20518 Rendtel
- 13816 Stülpner
- 29736 Fichtelberg
- 31231 Uthmann
- 17821 Bölsche
- 103460 Dieterherrmann.
- 36800 Katarinawitt
- 21678 Lindner
- 19022 Penzel
- 38976 Taeve
- 22168 Weissflog
- 31147 Miriquidi
- 59828 Ossikar
- 62190 Augusthorch

## Интересные факты
- Планетарий Дребаха является единственным в Германии, расположенным в сельской местности